# Feis Ecktuh
Faisal Mssyeh (Roterdão, 25 de janeiro de 1986 – Roterdão, 1º de Janeiro de 2019), mais conhecido como Feis ou Feis Ecktuh, foi um rapper neerlandês.

## Carreira
Feis ganhou fama em 2007 quando trabalhou na música "Klein, Klein Jongetje" da U-Niq. No mesmo ano, ele foi ouvido na música "Coke op 't Gas" de Kempi. Em 2009, ele contribuiu para o álbum Winne zonder strijd de Winne.
Em 2014, Feis lançou seu álbum de estréia Hard do lado de fora, quebrado por dentro. Em 2015, ele estava no festival Eurosonic Noorderslag e no mesmo ano ele foi visto com Maribelle em um episódio de Ali B em alta velocidade.
Em 1 de janeiro de 2019, Feis foi morto a tiro em Roterdão na Nieuwe Binnenweg.

## Discografia
- Dagelijkse Sleur EP (2015)
- Hard van buiten, Gebroken van binnen (2014)
- Gebouwd voor dit EP (2014)